# 拟合叶耳草属
拟合叶耳草属（学名：Parainvolucrella）是茜草科下的一属植物。是2021年根据拟合叶耳草（Parainvolucrella scabra）从毛瓣耳草属和水线草属复合群中独立出来的单型属。分布于中国广西、缅甸、印度东部及泰国。